# Vlad Țepeș (Călărași)
Vlad Ţepeş é uma comuna romena localizada no distrito de Călăraşi, na região de Muntênia. A comuna possui uma área de 64.68 km² e sua população era de 2329 habitantes segundo o censo de 2007.